# Toda van Navarra
Toda Aznar van Navarra, Toda van Larraun (2 januari 876 - 15 oktober 958) was, als echtgenote van Sancho I Garcés, koningin van het koninkrijk Navarra.
Toda was een dochter van Aznar Sanchez, heer van Larraun, en Oneca Fortúnez, een dochter van Fortún Garcés. Ze was tevens tante van de kalief Abd-ar-Rahman III van Córdoba, door het eerste huwelijk van haar moeder met Abd Allah ibn Mohammed.
Haar huwelijk met Sancho I Garcés was zijn tweede, en Sancho was al op gevorderde leeftijd. Hun oudste zoon, García I van Navarra, was bij zijn vaders overlijden amper zes jaar. Zijn oom, Jimeno, werd koning-regent van Navarra en Toda co-regentes namens haar zoon tot 931, het jaar waarin Jimeno overleed. Daarna was ze volledig regentes tot haar zoon de koninklijke taken zelf waarnam vanaf 934. Ze was een energieke diplomate en arrangeerde (politieke) huwelijken voor haar dochters met (latere) koninklijke vorsten van omringende staten op het Iberisch Schiereiland.
Haar kinderen bij Sancho waren:
1. Urraca van Pamplona, getrouwd met Ramiro II van León in 932
2. Oneca van Pamplona, getrouwd met Alfons IV "El Monje" van León. Zij was koningin van León tussen 926 (trouwjaar) en 931, het jaar waarin ze stierf
3. Sancha van Pamplona, in 923 voor de eerste keer getrouwd met Ordoño II van León, en voor de tweede keer met de graaf van Alavés Álvaro Herrameliz en in 932 voor de derde keer met Ferdinand González, graaf van Castilië
4. García I Sánchez, koning van Pamplona, getrouwd met Andregoto Galíndez en Theresia van Asturië
5. Velasquita o Belasquita Sánchez, in 930 voor de eerste keer getrouwd met de graaf van Biskaje Mumo (Nuño), voor de tweede keer met Galindo van Ribagorza en voor de derde keer met Fortún Galíndez
6. Munia (Muña) van Pamplona, getrouwd met Ordoño I van Asturië
7. Orbita van Navarra, waarschijnlijk getrouwd met al-Tawil, gouverneur van Huesca. Het zou een postuum geboren dochter kunnen zijn, vanwege haar bijnaam "la huérfana"